# Geschichte Somalias

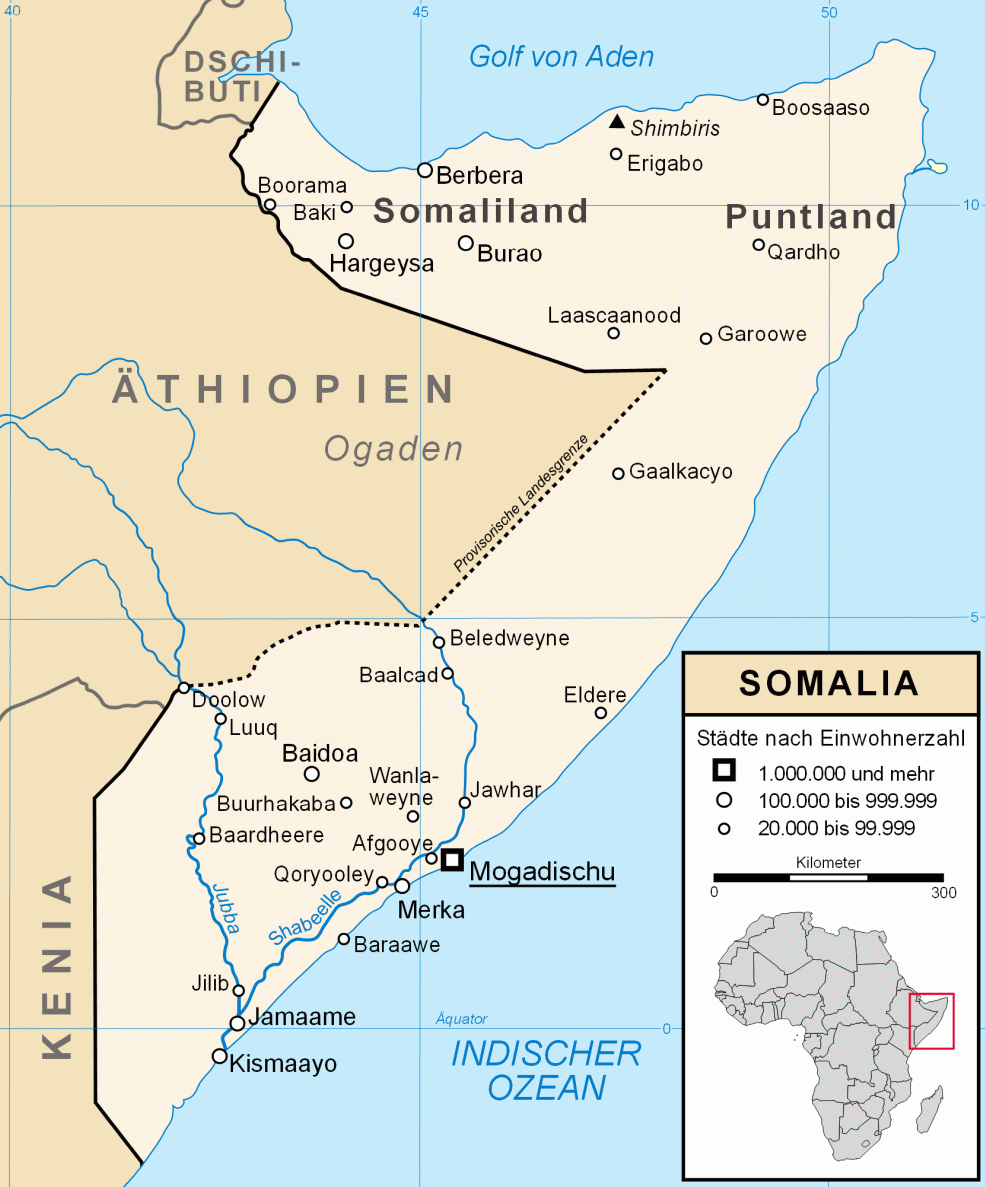
Karte des heutigen Somalia

Die Geschichte Somalias umfasst die Entwicklungen auf dem Gebiet der Bundesrepublik Somalia von der Urgeschichte bis zur Gegenwart. Sie ist eng verknüpft mit der Geschichte der Ethnie der Somali und mit der Geschichte der benachbarten Völker in Äthiopien, Kenia und Dschibuti. Ihren Beginn markieren die Höhlenmalereien, die frühe Bewohner vor Jahrtausenden hinterließen. Später wanderten die Somali in das Gebiet. Weitere Wegmarken waren die Einführung des Islams, die Entstehung verschiedener Sultanate, die Kolonialzeit und der gegenwärtige Bürgerkrieg.

## Frühe Geschichte

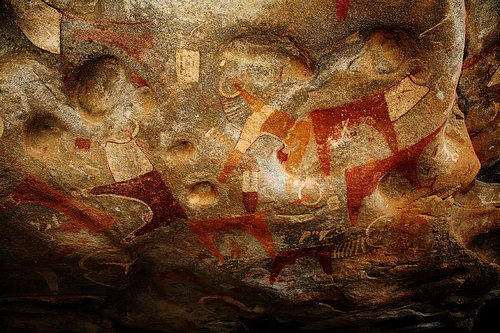
Detail der Höhlenmalereien in Laas Geel

Abgesehen von den Angaben der schwer datierbaren mündlichen Überlieferung sind Belege für die Besiedlung des Horns von Afrika vor Beginn der christlichen Zeitrechnung spärlich. Erste Spuren menschlicher Zivilisation wurden in Buur Heybe in Südsomalia entdeckt. Im Norden wurden Höhlenmalereien in Karin Heegan, in Laas Geel bei Hargeysa sowie in Dhambalin und an weiteren Orten in der Region Togdheer gefunden.
Eine erste schriftliche Erwähnung des Gebiets könnte in dem Namen Punt bestehen, der in altägyptischen Quellen ein Land bezeichnet, mit dem Ägypten ab 3000 v. Chr. Handelsbeziehungen pflegte, und das man im Gebiet des heutigen Somalia oder in Eritrea lokalisiert.
Eine Hafenstadt namens Opone (altgriechisch Ὀπώνη) wurde im 1. Jahrhundert n. Chr. von einem anonymen Handelsreisenden aus Alexandria in dessen Reisebericht Periplus Maris Erythraei beschrieben. Sie wird an der Stelle des heutigen Hafun vermutet. Von dieser Stadt aus wurde mit dem Jemen, mit Phönizien, Nabatäa, Griechenland, Rom und „Azania“ Handel getrieben, und selbst indonesische und malaiische Händler frequentierten den Ort, der strategisch günstig an den Handelsrouten durch das Rote Meer lag. Die griechischen Quellen – das Periplus, Ptolemäus und Kosmas Indikopleustes – verwenden die Bezeichnung „Berber“ für das Horn von Afrika und seine Bewohner, ebenso wie frühe arabische Geographen die Somali als „(schwarze) Berber“ bezeichneten.
Die heutigen Bewohner Somalias, die Somali, führen sich in ihren mündlichen Überlieferungen auf Einwanderer von der Arabischen Halbinsel zurück, über die letztlich alle Somali patrilinear von den Koreischiten – dem Stamm des Mohammed – abstammen sollen. Gemäß dieser Ansicht wanderten sie aus dem Norden ein und verdrängten dabei eine bereits vorhandene Bevölkerung, die aus „Galla“ (Oromo) sowie südlich des Flusses Shabeelle aus Bantu bestand. Die Sprachwissenschaft kommt hingegen zu dem Ergebnis, dass die Vorläufer der Somali von Südosten her aus dem südlichen äthiopischen Hochland kamen, wo andere Ethnien leben, die wie sie kuschitische Sprachen sprechen, und legt damit den Schwerpunkt auf den kuschitisch-afrikanischen Teil ihrer Abstammung. Umstritten ist dabei, auf welchem Weg sie in ihr heutiges Gebiet einwanderten und bis wann sie die Besiedlung des Horns von Afrika abgeschlossen hatten. Die Überlieferungen der Somali bezüglich einer arabischen Abstammung, die den Herkunftsmythen anderer muslimischer Volksgruppen in Nordostafrika ähneln, widerspiegeln demnach die spätere kulturelle Beeinflussung und auch Vermischung mit Arabern vor allem in den Küstenstädten und insbesondere die Bedeutung des Islam für die Somali, zudem eine Verwechslung mit späteren Wanderungsbewegungen von Norden nach Süden.
Über die Bevölkerung vor den Somali ist wenig bekannt. Dass Oromo vor den Somali im heutigen Somalia lebten, gilt als widerlegt, da die Oromo erst im 16. Jahrhundert ihre Expansion, ebenfalls aus dem südlichen Hochland von Äthiopien, begannen. Weniger klar ist, wie weit nach Norden die Ausbreitung von Bantu-Völkern in Nordkenia/Südsomalia reichte. Die Mijikenda, die heute an der Küste von Kenia und Tansania leben, berufen sich in ihren Mythen auf den Herkunftsort Shungwaya, der sich am Jubba befunden haben soll; während manche Forscher in Shungwaya ein Bantu-Staatswesen sehen, das von den Somali zerschlagen worden sei, bezweifeln andere den Wahrheitsgehalt dieser Überlieferungen. Einige ethnische Minderheiten in Südsomalia wie die Gabaweyn und Shidle, die sich äußerlich von den Somali unterscheiden, stammen wohl zumindest teilweise von einer Urbevölkerung vor den Somali ab. Es ist jedoch ungeklärt, ob sie ursprünglich den Bantu oder ebenfalls der kuschitischen Sprachgruppe angehörten. Christopher Ehret spekuliert über eine Urbevölkerung von „Khoisan“ (für die es bislang keinerlei Belege gibt), auf die südkuschitisch-sprachige (englisch Dahaloan, abgeleitet vom Namen der Sprache Dahalo) Bauern und Viehzüchter sowie Jäger und Sammler – möglicherweise Vorläufer der heutigen Eyle – gefolgt sein sollen.

## Vorkoloniale Zeit
Die Somali entwickelten ihre bis heute bestehende Wirtschaft und Lebensweise, die hauptsächlich in nomadischer Viehwirtschaft sowie im Süden des heutigen Somalia in Ackerbau im Gebiet der Flüsse Jubba und Shabeelle besteht. Dabei entspricht die Kombination von Ackerbau und Viehhaltung (Agropastoralismus) bei den Rahanweyn in Südsomalia womöglich eher der ursprünglichen Lebensweise der Vorläufer der Somali, von der später ein Teil zur reinen Viehhaltung und zum Nomadentum überging. Frühere Annahmen gingen hingegen davon aus, die Rahanweyn seien als Nomaden aus dem Norden eingewandert und sesshaft geworden. Das Clansystem der Somali wurde wahrscheinlich von der patrilinearen Stammesgesellschaft der Araber beeinflusst und verdrängte die ursprüngliche, möglicherweise matrilinear organisierte Gesellschaftsform. Auch in vorkolonialer Zeit waren Konflikte zwischen Clans, insbesondere um knappes Land und Wasser, keine Seltenheit. Die in der Region natürlicherweise auftretenden Dürren führten regelmäßig zu Hunger, insbesondere unter den Nomaden im Norden und Zentrum Somalias.

### Seehandel und Einführung des Islam

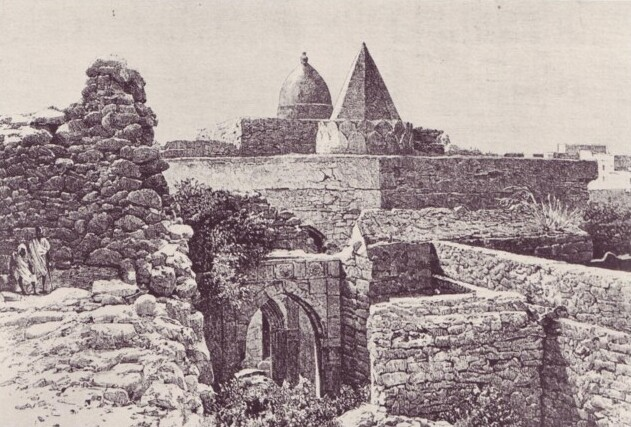
Die 1269 erbaute Fakr-ad-Din-Moschee in Mogadischu (Abbildung von 1882)

Das Königreich von Aksum erstreckte sich auf dem Höhepunkt seiner Macht (ca. 4. bis 6. Jahrhundert) bis in den Nordwesten Somalias, über die Auswirkungen seiner Herrschaft ist wenig bekannt.
Durch den Seehandel über Küstenstädte wie Zeila (Saylac) und Hobyo kamen die Somali mit arabischen und persischen Einflüssen in Berührung, so auch mit dem Islam ab dem 7. Jahrhundert. Noch weiter verbreitete sich der Islam im 11., 12. und 13. Jahrhundert mit der Ankunft muslimischer Patriarchen. Zeila stieg bis zum 16. Jahrhundert zum Handelszentrum für Kaffee, Gold, Zibet, Straußenfedern sowie Sklaven aus Äthiopien (siehe auch: ostafrikanischer Sklavenhandel) und zum Zentrum des Islam in Somalia auf. Es wurde mit dem Nahen Osten, Indien und China Handel getrieben.
Der Reisende Ibn Battuta besuchte die Region und beschrieb 1329 Zeila und im Rahmen einer Reise nach Süden entlang der ostafrikanischen Küste 1331 Mogadischu (Maqdashu), welches sehr groß gewesen sei. Der chinesische Admiral Zheng He kam Anfang des 15. Jahrhunderts in Somalia vorbei, von wo möglicherweise die Giraffe stammte, die er von seinen Afrikareisen nach China brachte.

### Sultanate in Nordsomalia
Im 13. Jahrhundert setzte eine Wanderungsbewegung der Somali nach Süden ein, die bis in das 19. Jahrhundert andauern sollte. In dieser Zeit begannen sich auch Staatswesen zu bilden, insbesondere das Sultanat Ifat in Äthiopien und Nordsomalia, Vorläufer des von muslimischen Somali und Afar geführten Sultanats Adal. Dieses reichte von seiner Hauptstadt Zeila bis Jijiga und Harar im heute äthiopischen Ogaden und blieb lange friedlich gegenüber dem benachbarten christlichen Kaiserreich Äthiopien. Die Beziehungen der beiden Staatswesen verschlechterten sich jedoch, als der äthiopische Negus Isaak (Yeshaq) muslimische Ansiedlungen im Tal östlich von Harar angriff und 1415 Ifat eroberte. Nach seinem Sieg erlegte Isaak den Muslimen Tribut auf und ließ eine Hymne zur Besingung dieses Sieges schreiben. In dieser Hymne erscheint das Wort Somali erstmals in geschriebener Form.
Im 16. Jahrhundert waren es wiederum die Muslime, die Äthiopien angriffen. Unterstützt vom Osmanischen Reich drangen sie, geführt von Ahmed Gurey (Gran), weit in das Land vor, richteten Verwüstungen an und dezimierten dabei die Bevölkerung. Mit Hilfe einer portugiesischen Expedition unter Cristóvão da Gama – einem Sohn des Vasco da Gama – und des Einsatzes von Kanonen gelang es Äthiopien, die Eroberung schließlich abzuwenden. Nach dem Fall Ahmed Gureys in der Schlacht von Wayna Daga am 21. Februar 1543 wurden die Muslime zurückgeschlagen. In der darauf folgenden Zeit zerfiel Adal in kleinere Staaten, darunter das Sultanat Harar. Dieses kam, ebenso wie äthiopische Gebiete, unter Druck von Seiten der Oromo, die nun von Süden her vordrangen.
Die Portugiesen waren seit der Zeit von Heinrich dem Seefahrer der Küste Afrikas entlang gesegelt und waren so bis nach Somalia gelangt. Ab dem 16. Jahrhundert kam es zu Überfällen portugiesischer Seefahrer auf somalische Küstenstädte. Zeila verlor infolge portugiesischer Angriffe 1517 und 1528 sowie Überfällen somalischer Nomaden aus dem Umland an Bedeutung und wurde zur Besitzung der jemenitischen Stadt Mokka. Berbera nahm seine Rolle ein, wurde aber ebenfalls Besitzung Mokkas. Der Jemen wiederum, und damit auch Mokka, geriet seinerseits zeitweise unter osmanische Herrschaft. 1875 versuchte Ägypten unter Ismail Pascha eine Invasion in Äthiopien, wobei Harar und Zeila, aber auch Kismaayo für kurze Zeit unter ägyptische Kontrolle kamen.

### Städte im Süden Somalias

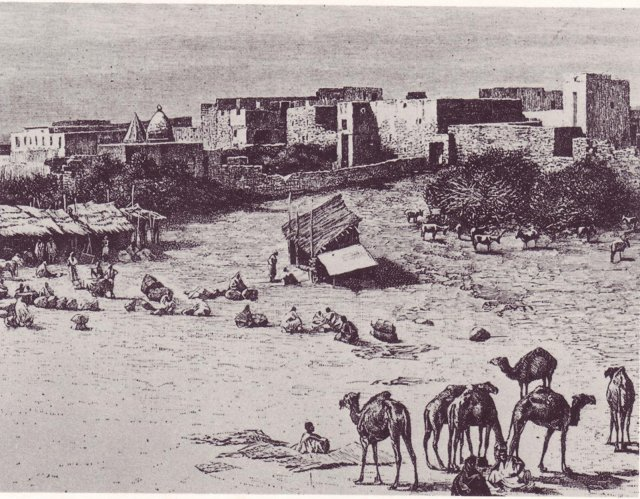
Darstellung des Marktplatzes von Mogadischu, 1882

Siehe auch: Städte an der ostafrikanischen Küste (800–1500)
Auch die weiter südlich gelegenen, bereits seit dem Mittelalter existierenden Städte (Stadtstaaten) wie Baraawe und Merka gewannen an Bedeutung. Vor allem Mogadischu strahlte auch auf sein Hinterland Banaadir (Benadir) aus. Von etwa 1550 bis 1650 bestand ein Staat der Ajuran – eines Stammes der Hawiya – mit Kalafo im heutigen Äthiopien als Hauptstadt, der von der Küste bei Mogadischu über das untere Shabeelle-Tal bis zu seinem Handelszentrum Hobyo reichte. Nach dem Niedergang des Ajuran-Staates infolge portugiesischer Raubzüge, innenpolitischer Schwierigkeiten und dem Vordringen von Nomaden aus dem Norden bildete sich ein kleineres Sultanat der Geledi-Digil (Rahanweyn) mit Afgooye als Zentrum, Hobyo wurde eigenständig.
Die Gründung von Kismaayo wird den Bajuni zugeschrieben, einer Untergruppe der neben den Somali an der Küste ansässigen Swahili-Gesellschaft. Insbesondere in Mogadischu siedelten sich arabische und persische Einwanderer an und vermischten sich mit den Einheimischen.
Vom 16. bis ins 18. Jahrhundert kontrollierten die Portugiesen Baraawe und Mogadischu, bis sie ihre Besitzungen in Ostafrika nördlich von Mosambik an das Sultanat Oman bzw. Sansibar verloren. Im 19. Jahrhundert waren Mogadischu, Merka, Baraawe, Kismaayo und Warsheikh unter der Kontrolle von Sansibar. Die sansibarische Oberhoheit bestand, ähnlich wie diejenige Mokkas über einige nordsomalische Städte, im Wesentlichen im Einziehen eines jährlichen Tributs.
Der Seehandel mit Sansibar brachte auch schwarzafrikanische Sklaven aus Ostafrika ins Land, die ab dem 19. Jahrhundert vermehrt auf exportorientierten Plantagen im Shabeelle-Tal eingesetzt wurden und deren Nachfahren die heutigen „somalischen Bantu“ sind.
Zu deren Geschichte siehe den Hauptartikel: Somalische Bantu.

### Majerteen-Sultanate
In der Bari-Region im Nordosten und südlich davon entstanden ab Mitte des 18. Jahrhunderts zwei Sultanate der Majerteen-Darod, die Mitte des 19. Jahrhunderts aufstiegen und einen blühenden Handel mit Vieh, Straußenfedern und Gummi arabicum trieben. Das eine der beiden wurde von Boqor Ismaan Mahamuud, das andere von dessen Cousin Sultan Yuusuf Ali Keenadiid von Hobyo geführt. Ersteres profitierte von Unterstützung durch Großbritannien im Gegenzug zum Schutz für britische Schiffe, die an seiner Küste strandeten. Zeitweise wurde es durch einen Bürgerkrieg infolge des Machtkampfes zwischen Boqor Ismaan Mahamuud und Keenadiid beinahe zerstört.

## Kolonialzeit

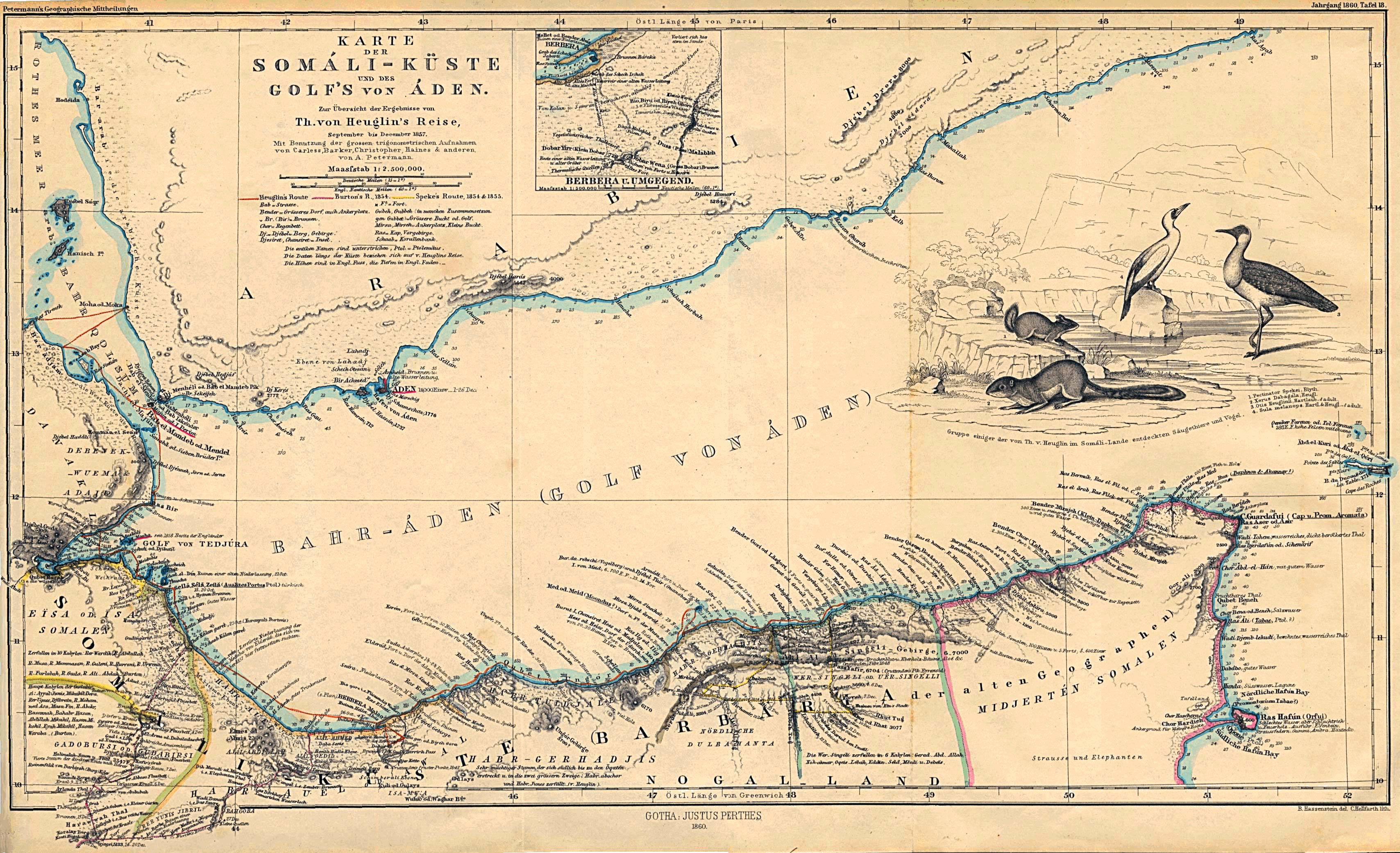
Karte des Golfs von Aden um 1860

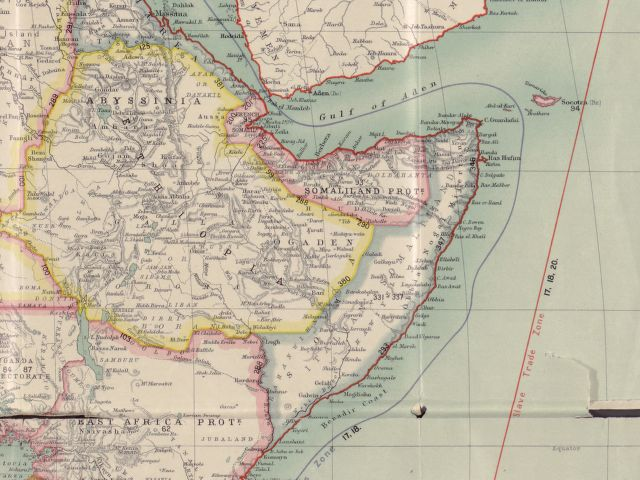
Das Horn von Afrika um 1900

Ab dem Ende des 19. Jahrhunderts erfuhr das von den Somali bewohnte Gebiet die Aufteilung, die bis heute nachwirkt und teilweise Bestand hat. Harar und damit ganz Ogaden geriet durch die Eroberungen Meneliks II. unter die Herrschaft Äthiopiens. Süden und Osten des heutigen Somalia wurden von Italien als Italienisch-Somaliland, der Norden (Britisch-Somaliland) sowie Kenia von Großbritannien und Dschibuti (Französisch-Somaliland) im Nordwesten von Frankreich kolonisiert. Deutsche Ansprüche auf die gesamte Somaliküste zwischen Aluula und Buur Gaabo wurden zugunsten Italiens und Großbritanniens aufgegeben.

### Kolonialisierung und der Widerstand dagegen
Die Kolonialmächte hatten verschiedene Motive. Allgemein erhöhte sich nach der Eröffnung des Sueskanals die Bedeutung der traditionellen Handelsrouten durch das Rote Meer, weswegen das Interesse europäischer Kolonialmächte an dieser Region wuchs. So wollte Großbritannien die Nordküste als Quelle für Lebendvieh zur Nahrungsversorgung für seine Kolonie Aden kontrollieren und schloss 1884 Verträge mit verschiedenen dortigen Clans. Frankreich strebte, erst recht nachdem es von Großbritannien aus Ägypten verdrängt worden war, nach Dschibuti als Zwischenstation für Schiffe, um die Seehandelsbeziehungen zu seinen Kolonien in Indochina zu stärken. Ferner sollten durch die Inbesitznahme Dschibutis britische Pläne, eine Eisenbahnstrecke durch ganz Afrika bis dorthin zu bauen, vereitelt werden.
Italien wiederum war noch nicht lange als Staat vereinigt, hatte noch keiner Kolonien habhaft werden können und wollte deshalb dieses bis dahin nicht kolonialisierte Gebiet in Besitz nehmen (siehe auch: Italienisch-Ostafrika). 1888 stimmte der Sultan Keenadiid von Hobyo einem italienischen Protektorat zu, desgleichen 1889 der Herrscher des Majerteen-Sultanats Osmaan Mahamuud. 1892 kam die Benadirküste hinzu, 1905 wurde Mogadischu Hauptstadt Italienisch-Somalilands. 1925 wurde die Region westlich des Jubba (Jubaland) mit Kismaayo als Zentrum, die zuvor als Bestandteil des Sansibar-Protektorats britisch gewesen war, an Italien übertragen. Sie bestand kurzzeitig als separate Kolonie Oltre Giuba, ehe sie 1926 als Provinz in Italienisch-Somaliland eingegliedert wurde.
Nicht alle Clans unterstellten sich gewaltlos der Fremdherrschaft. Insbesondere die Dolbohanta (Dhulbahante)-Darod leisteten Widerstand. Deren Vertreter Mohammed Abdullah Hassan, von den Briten Mad Mullah genannt, führte von 1899 bis 1920 einen religiös und nationalistisch motivierten Guerillakrieg gegen Briten, Italiener und Äthiopier. In diesem Krieg kam etwa ein Drittel der Bevölkerung Nordsomalias um. Bombardierungen der Royal Air Force gegen die Stützpunkte der Aufständischen gaben dem Konflikt schließlich die entscheidende Wende. Muhammad ibn ʿAbd Allāh Hassān wurde in die Flucht getrieben und starb bald darauf. Er wurde zur Heldenfigur des somalischen Nationalismus.

### Kolonialherrschaft

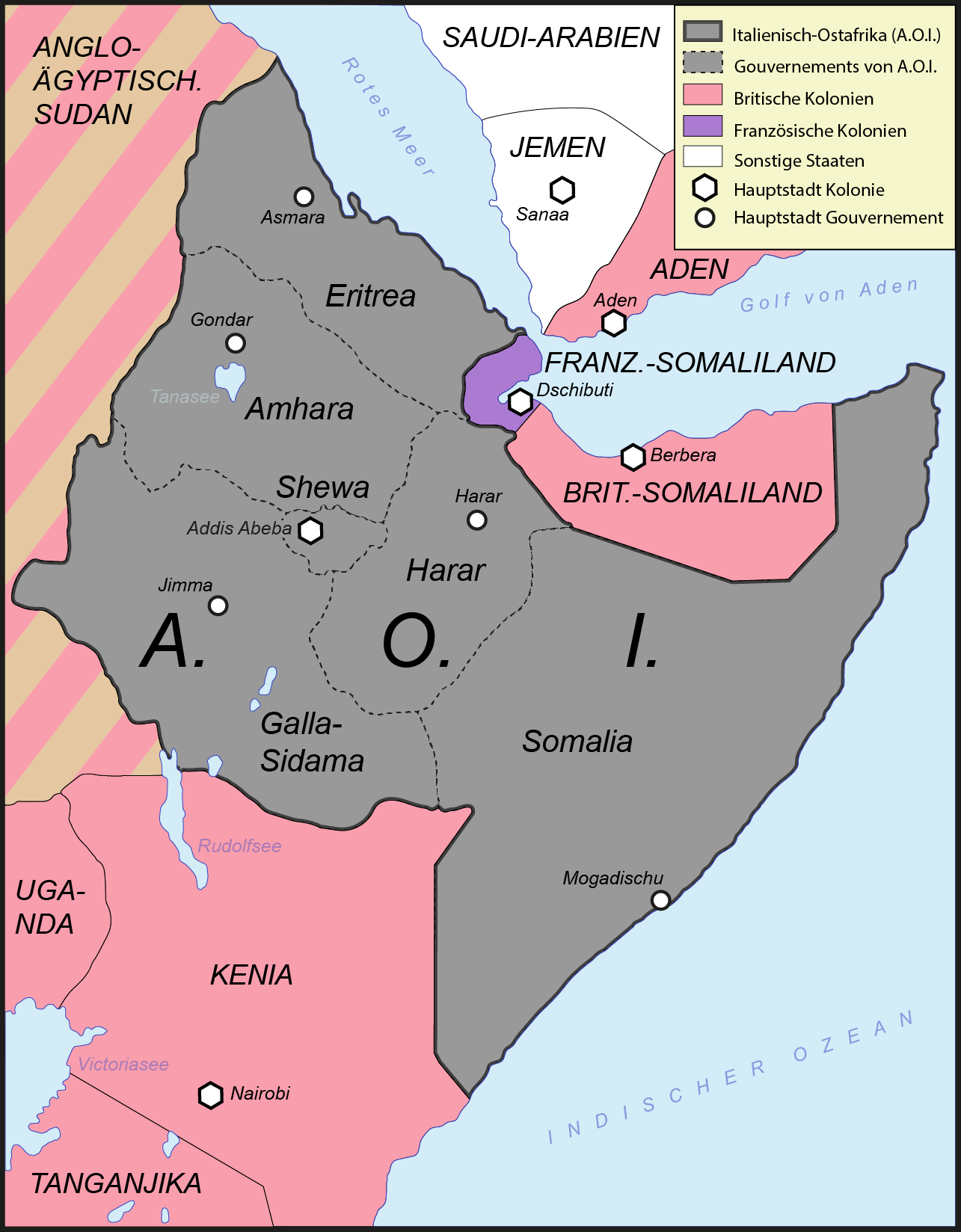
Das vergrößerte Somalia innerhalb Italienisch-Ostafrikas (1936–1941)

Die Briten sahen in ihrem Somaliland zunächst wenig mehr als eine Fleischversorgungsstation und beschränkten sich auf eine indirekte Herrschaft. Die Infrastruktur wurde unter ihnen kaum ausgebaut. Verwaltungssitz ihrer Kolonie war bis 1942 die Hafenstadt Berbera, über die die Viehexporte abgewickelt wurden, während das Landesinnere weitgehend unberührt blieb. Die Italiener bauten u. a. Bananen-, Zuckerrohr- und Baumwollplantagen im Süden Somalias auf und gründeten einige Siedlungen, wie Jawhar. Die Sklaverei wurde unter der Kolonialherrschaft abgeschafft, doch wurden nach der faschistischen Machtübernahme in Italien insbesondere die Bantu zur Zwangsarbeit auf den Plantagen herangezogen, da nur wenige Somalier zur freiwilligen Lohnarbeit bereit waren. Nachdem Mogadischu zur Hauptstadt der Kolonie gemacht worden war, verlagerten sich die Handelsströme zusehends dorthin, wohingegen die Häfen im Nordosten, wie Hobyo, an Bedeutung einbüßten.
1935–1936 führte das faschistische Italien von Italienisch-Somaliland und Eritrea aus den Italienisch-Äthiopischen Krieg. Es brachte Äthiopien und 1940–1941 zudem Britisch-Somaliland unter seine Kontrolle. Daraufhin besetzte Großbritannien im Zweiten Weltkrieg auch Italienisch-Somaliland und verwaltete das Gebiet von 1941 bis 1950 zusätzlich zu seiner eigenen Somaliland-Kolonie. In dieser Zeit wurde versucht, ein demokratisches System einzuführen, 1943 wurde die Somalische Jugendliga (SYL) als erste politische Partei Somalias gegründet. Sie sollte bei der Erlangung der Unabhängigkeit und danach eine bedeutende Rolle spielen, insbesondere da es ihr gelang, über die Clangrenzen hinweg für ihre Ziele zu wirken.
Obwohl Italienisch-Somaliland rechtlich weiterhin eine italienische Kolonie war, wurde auf der Potsdamer Konferenz 1945 entschieden, es nicht an Italien zurückzugeben. Stattdessen wurde es 1949 von der UN-Generalversammlung zum Treuhandgebiet unter italienischer Verwaltung gemacht (1950–1960). Die SYL, die die sofortige Unabhängigkeit anstrebte, widersetzte sich erfolglos diesem Entscheid. In dem letzten Jahrzehnt vor der Unabhängigkeit konnten durch UN-Entwicklungshilfe deutliche Fortschritte, etwa im somalischen Bildungssystem, erzielt werden. Zum Andenken an diese Unterstützung ist die Flagge Somalias derjenigen der Vereinten Nationen nachempfunden.

## Unabhängigkeit

Flagge des unabhängigen Somalia

### Somalia und Groß-Somalia
Es gab innerhalb der Somali-Bevölkerung Bestrebungen, die Teilung ihres Gebietes aufzuheben und alle Somali in einem Staat (Groß-Somalia) zu einen. Auch die SYL unterstützte dieses Ziel. So vereinigte sich das am 26. Juni 1960 unabhängig gewordene Britisch-Somaliland am 1. Juli 1960 mit dem an diesem Tage unabhängig gewordenen Italienisch-Somaliland zum Staat Somalia. Der neue Staat schrieb das Streben nach der Vereinigung aller Somali-Gebiete in seiner Verfassung fest. Kenia behielt jedoch bei seiner Unabhängigkeit 1963 seinen somalisch besiedelten Landesteil, und in Dschibuti setzte die Bevölkerungsmehrheit der Issa-Somali zwar 1977 die Unabhängigkeit von Frankreich durch, nicht jedoch den Anschluss an Somalia.
Allgemein war das Interesse an Politik in der somalischen Bevölkerung groß. Frauen waren begrenzt politisch tätig; das Stimmrecht besaßen sie im vormals italienisch beherrschten Landesteil seit 1948 und im vormals britischen Teil seit 1963. Die nationale Integration bereitete Schwierigkeiten, da die Unterschiede zwischen dem wenig entwickelten Norden und dem weiter entwickelten Süden und Osten ausgeprägt waren. Der hauptsächlich von Isaaq bewohnte Norden sah sich im Gesamtgebilde Somalia gegenüber dem Süden benachteiligt.

### Demokratische Periode (1960–1969)
Erster Präsident des unabhängigen Somalia wurde Aden Abdullah Osman Daar, Mitglied der SYL. Unter dem Einfluss nationalistischer Kräfte hielt er an den somalischen Gebietsansprüchen gegenüber den Nachbarländern fest, was das Land in der Region isolierte. 1963–1967 waren im Nordosten Kenias im „Shifta-Krieg“ Rebellen aktiv, die von Somalia unterstützt wurden, und von Februar bis April 1964 führten Somalia und Äthiopien einen kurzen Grenzkrieg. Im selben Jahr schlossen Äthiopien und Kenia ein Verteidigungsabkommen gegen Somalia. Daneben setzte Osman Daar auf gute Beziehungen zur Sowjetunion. Dies brachte ihn in Konflikt mit Abdirashid Ali Shermarke – ebenfalls von der SYL –, der die Blockfreiheit Somalias vorzog und ihn nach den Wahlen 1967 ablöste.
Shermarkes Premierminister Mohammed Haji Ibrahim Egal – ein Isaaq von der Somalischen Nationalliga (SNL), der bereits unter Osman Daar erster Premierminister gewesen war – erreichte eine Entspannung der Beziehungen zu den Nachbarstaaten. Die innenpolitischen Clan- und Parteirivalitäten hielten jedoch an. Korruption und Nepotismus waren in der Nationalversammlung keine Seltenheit – was manchen als Normalität in einer Gesellschaft erschien, in der Abstammung und Verwandtschaft bedeutend sind, bei anderen aber für Unmut sorgte. Die politische Landschaft war in über 60 Parteien zersplittert, von denen die meisten im Wesentlichen die Interessen ihres Unterclans und ihres Gebietes vertraten. Insbesondere nach den Gemeinde- und Nationalversammlungswahlen im März 1969 beschuldigten sich die Parteien gegenseitig des Wahlbetrugs.

### Herrschaft Siad Barres (1969–1991)
Am 15. Oktober 1969 wurde Shermarke von einem Leibwächter getötet. Am 21. Oktober übernahmen daraufhin prosowjetische Militärs unter Siad Barre die Macht. Dieser lehnte sich zunächst an die Sowjetunion an, versuchte einen „wissenschaftlichen Sozialismus“ einzuführen und den traditionellen Einfluss der Clans zurückzudrängen. Dabei stützte er seine Macht jedoch weiterhin auf seinen eigenen Clan der Marehan-Darod sowie auf die Ogadeni- und Dolbohanta-Darod – die sogenannte „MOD-Allianz“ –, während die zuvor politisch besonders bedeutenden Majerteen-Darod an Einfluss verloren.
Maßnahmen der Barre-Regierung zur Förderung der Bildung in Somalia waren zunächst populär. 1972 wurde eine Standardisierung und Verschriftung der somalischen Sprache erarbeitet, um diese als Nationalsprache zu stärken. Damit beschritt Somalia einen Sonderweg gegenüber den meisten afrikanischen Staaten, welche die von den Kolonialherren eingeführten Amtssprachen beibehielten.
In den Jahren 1974 und 1975 führte Dürre zu Hunger und großen Viehverlusten vor allem im Nordosten des Landes. 1976 ging die Macht formell von der Militärregierung an die Somalische Revolutionäre Sozialistische Partei über, verblieb aber in Wirklichkeit bei Siad Barre und dessen Gefolgsleuten.
Barre führte von 1976 bis 1978 erneut einen Krieg um Ogaden gegen Äthiopien, den Somalia verlor. Hierbei wurde das kommunistische Derg-Regime Äthiopiens von der Sowjetunion und Barre – nachdem er wegen deren Unterstützung für Äthiopien mit der Sowjetunion gebrochen hatte – von den USA unterstützt. Folgen des Ogadenkrieges waren Tausende Tote, hohe Kosten für Somalia sowie der Zustrom von über 650.000 Flüchtlingen aus äthiopischem Gebiet. Ab 1980 gewährte Somalia den USA Nutzungsrechte für Flugplätze und Hafenanlagen (unter anderem Berbera im Norden des Landes), im Gegenzug erhielt die Regierung von den USA und weiteren westlichen Staaten umfangreiche Unterstützung, Militär- und Entwicklungshilfe. In dieser Zeit ging Somalia, das wie andere Entwicklungsländer seit den 1970er-Jahren verschuldet war, auch vom Sozialismus zu einer Wirtschaftspolitik nach Leitlinien des Internationalen Währungsfonds über. Korruption und Vetternwirtschaft nahmen stark zu, während sich die Wirtschaftslage durch Kriegsfolgen, anhaltend hohe Militärausgaben, Dürre und erfolglose Wirtschaftspolitik verschlechterte.
Im Inneren regierte Siad Barre diktatorisch. Um seine Untertanen zu „orientieren“, wurde ein Ministerium für Information und nationale Lenkung geschaffen. Seine Aufgabe war es, den Rundfunk, die Presse, die Druckereien, die Theater und die Filmschaffenden „anzuleiten“.
Besonders nach dem Ogadenkrieg sank Barres Popularität. 1978 versuchten einige Armeeoffiziere, hauptsächlich Majerteen-Darod, einen Umsturz gegen seine Regierung. Diese reagierte, indem sie die Spezialeinheit der Red Berets (somali: Duub Cas) auf die Majerteen ansetzte und Wasserreservoirs in deren Gebiet in Mudug zerstören ließ. Einer der Beteiligten an dem Umsturzversuch, Abdullahi Yusuf Ahmed, entkam nach Äthiopien und führte 1982 eine von Äthiopien unterstützte Militäroffensive der Somalischen Demokratischen Erlösungsfront (SSDF) in den Grenzregionen Mudug, Galguduud und Hiiraan. Die USA unterstützen die somalische Armee daraufhin mit erheblichen Waffenlieferungen, um die angebliche äthiopische Invasion abzuwehren.

### Sturz Siad Barres
Die Isaaq im ehemals britischen Norden Somalias fühlten sich weiterhin marginalisiert und unterdrückt. Isaaq im Exil gründeten 1981 die Somalische Nationale Bewegung (SNM), die den Sturz des Barre-Regimes zum Ziel hatte und von Äthiopien aus eine zunehmende Guerilla-Tätigkeit in Nordsomalia entfaltete. Als sie infolge einer Verbesserung der Beziehungen zwischen Barre und Äthiopien ihre Militärbasen verlassen musste, begann die SNM 1988 eine Großoffensive und brachte weite Teile Nordsomalias unter ihre Kontrolle. Die Regierung reagierte mit umfangreichen Vergeltungsmaßnahmen gegen die Isaaq, die in der Bombardierung der Städte Burao und Hargeysa gipfelten. Hierbei kamen etwa 50.000 Menschen um. Hunderttausende Nordsomalier flohen nach Äthiopien, wo Hartisheik zeitweise zum größten Flüchtlingslager der Welt wurde.
Die SSDF, die Äthiopien ebenfalls verlassen musste, übernahm die Kontrolle über den Nordosten Somalias, wo sie seither die dominierende Macht blieb.
Auch der Hawiya-Clan im Süden, obwohl zunächst auf Seiten der Regierung, war von Repressionen betroffen. Exil-Hawiya gründeten den oppositionellen Vereinigten Somalischen Kongress (USC), der 1989 eine Rebellion anführte. In der Hauptstadt Mogadischu kam es zu Protestkundgebungen und Unruhen, auf die der Staatsapparat mit Massakern an Demonstranten und Zivilisten und willkürlichen Todesurteilen gegen Regimekritiker reagierte. Um seine Macht zu sichern, wandte Siad Barre auch die Teile und herrsche-Taktik an, indem er Clans gegeneinander aufbrachte, namentlich die Hawiya gegen die Darod. Wegen der Menschenrechtsverletzungen, und weil er nach dem Ende des Kalten Krieges seine Bedeutung als Bündnispartner verloren hatte, distanzierten sich die USA von Barre. Ohne die US-Unterstützung geriet dieser noch stärker unter den Druck der diversen Rebellenbewegungen. Seine Kontrolle über das Land schwand zusehends, bis er nur mehr das vom USC umstellte Mogadischu kontrollierte. Am 26. Januar 1991 wurde Barre abgesetzt und floh schließlich aus Somalia.

## Bürgerkrieg

### Staatszerfall
Die verschiedenen Anti-Barre-Bewegungen hatten sich im Vorfeld darauf verständigt, eine gemeinsame Folgeregierung zu bilden. Dies scheiterte jedoch, als der von den Hawiya Mohammed Farah Aidid und Ali Mahdi Mohammed geführte USC den Sieg über Barre und damit den Hauptteil der Macht für sich allein beanspruchte. Die anderen Oppositionsgruppen erkannten die vom USC gebildete provisorische Regierung nicht an. Der Norden des Landes erklärte unter der Führung der SNM als Somaliland einseitig seine Unabhängigkeit, die international nicht anerkannt wurde. Der USC selbst spaltete sich zwischen den Unterclans der Abgal- und Habre Gedir-Hawiya, nachdem sich Ali Mahdi Mohammed (Abgal) ohne Einverständnis Aidids (Habre Gedir) zum Präsidenten ausgerufen hatte. Siad Barres Verteidigungsminister und Schwiegersohn Siad Hersi „Morgan“ kämpfte derweil im Süden weiter auf der Seite Barres. Somalia zerfiel in umkämpfte Machtbereiche von Clans und Kriegsherren und deren Milizen.

### Ausländische Interventionen (1992–1995)

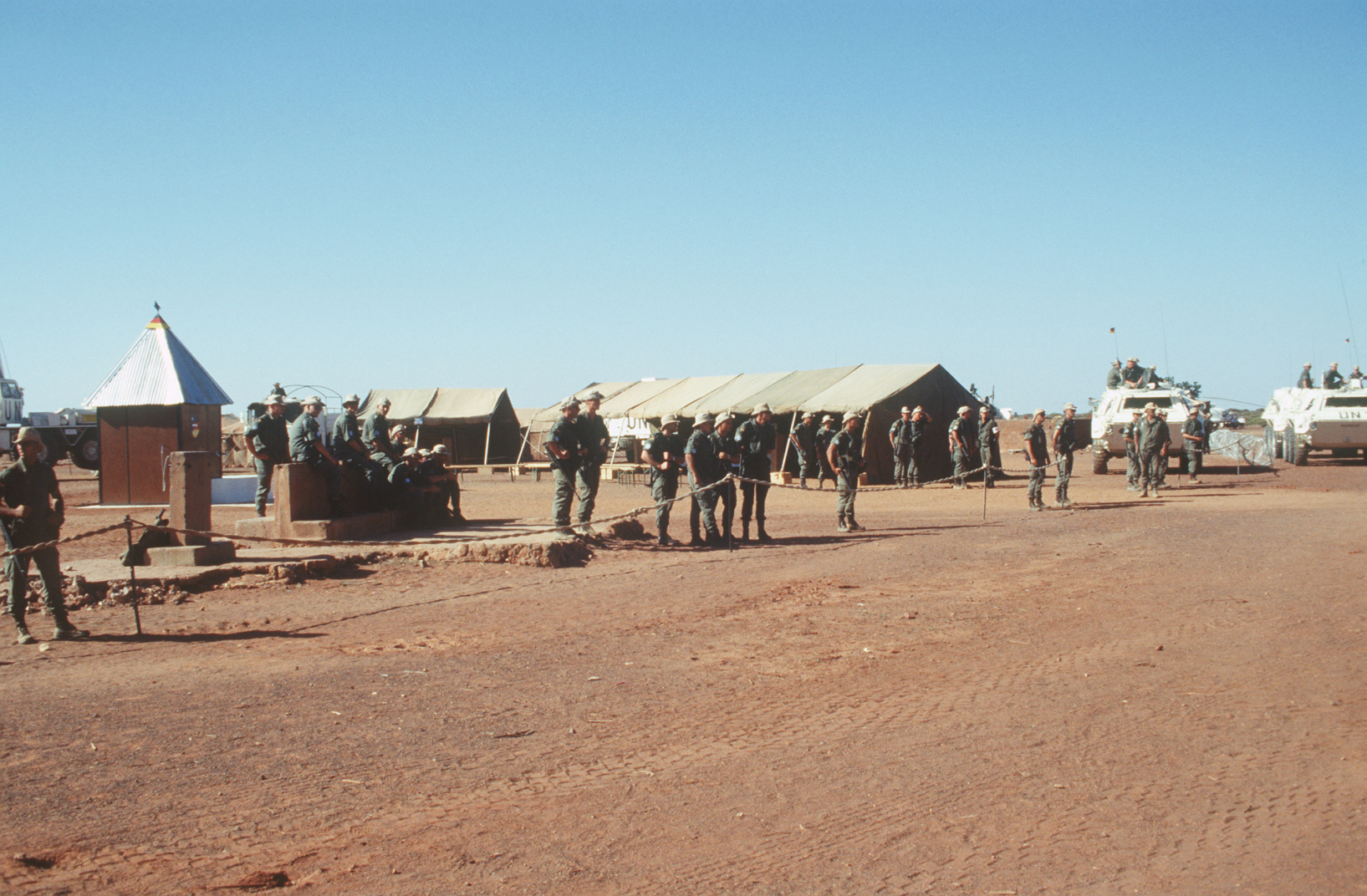
Deutsche UNO-Soldaten in Matabaan zur Brunneneinweihung am 18. Dezember 1993

Für die Bevölkerung hatten die Kämpfe eine Verschlechterung der Versorgungs- und Sicherheitslage bis hin zu einer Hungersnot im Süden Somalias zur Folge. Dürre verschärfte den Hunger noch. Ab 1992 versuchten die Vereinten Nationen im Rahmen der UNOSOM-Mission, die Lieferung von Nahrungsmittelhilfe zu sichern und den Frieden wiederherzustellen. Als sich diverse somalische Kriegsparteien gegen die UNOSOM wandten und die Mission in ernsthafte Schwierigkeiten brachten, boten die USA an, eine multinationale Truppe UNITAF unter eigener Führung zur Unterstützung zusammenzustellen. Ende 1992 wurde die UNOSOM der UNITAF unterstellt. Teile der somalischen Bevölkerung sahen jedoch in der UNOSOM/UNITAF eine Besatzungsmacht und unterstellten insbesondere den USA auch weniger edle Motive wie die Erlangung der Kontrolle über Erdölvorräte oder die dauerhafte Errichtung von Militärbasen. Die USA zogen zudem den Vorwurf der Parteilichkeit auf sich, als sie sich spezifisch gegen Aidid wandten. Nach den Ereignissen der „Schlacht von Mogadischu“ im Oktober 1993 zogen sie ab, und 1995 musste sich auch die UNOSOM II zurückziehen. Seither gilt Somalia als typisches Beispiel eines „gescheiterten Staates“.

### Separatismen: Somaliland, Puntland, Maakhir und Südwestsomalia

Flagge des de facto unabhängigen Somaliland

Einzig im faktisch unabhängigen Somaliland im Norden blieb es seit 1996 – als die Konflikte zwischen SNM-Faktionen sowie zwischen den Minderheitenclans der Dir und Darod und der Isaaq-Mehrheit beigelegt wurden – relativ friedlich. Dort wurde ein demokratisches System etabliert, in freien Wahlen wurde 2003 Dahir Riyale Kahin zum Präsidenten und Nachfolger von Mohammed Haji Ibrahim Egal gewählt. 2005 fanden Parlamentswahlen statt.
Das Beispiel Somalilands trug dazu bei, dass sich Puntland im Nordosten unter Führung des Harti-Darod-Clans 1998 zum autonomen Teilstaat innerhalb Somalias erklärte und eine eigene Regionalregierung bildete. 2001–2003 kam es zur Konfrontation zwischen Abdullahi Yusuf Ahmed und Jama Ali Jama, die beide die Präsidentschaft in Puntland beanspruchten.
Im umstrittenen Grenzgebiet zwischen Puntland und Somaliland kommt es seit 2003 zu vermehrten Konfrontationen. In diesem Grenzgebiet erklärte sich 2007 Maakhir kurzzeitig als weiterer Teilstaat von Somaliland wie von Puntland für unabhängig.
Im übrigen Land gingen die Kampfhandlungen weiter. In Südwestsomalia bekämpften sich Aidids Sohn und Nachfolger Hussein Mohammed Farah, die Rahanweyn-Widerstandsarmee (RRA), die Juba-Tal-Allianz, Siad Hersi und andere. Die RRA versuchte zwischenzeitlich einen eigenen Staat Südwestsomalia zu etablieren, was jedoch an der Präsenz zahlreicher verschiedener Clans und Kriegsherren in dem Gebiet scheiterte. In Mogadischu kämpften Abgal- und Habre Gedir-Hawiya sowie Privatmilizen.

### Übergangsregierung (2000 bis heute)
2000 wurde nach Friedensverhandlungen in Arta, Dschibuti eine Übergangsregierung aus Vertretern verschiedener Clans gebildet, die bis 2004 im kenianischen Exil ihren Sitz hatte. Sie konnte sich jedoch nie effektiv durchsetzen, da sie nicht die Unterstützung aller Kriegsparteien fand. Hussein Mohammed Farah und die RRA bildeten in Baidoa die „Gegenregierung“ SRRC, die bis 2003 die Übergangsregierung bekämpfte. Nachdem sie sich mit der SRRC und weiteren Parteien versöhnt hatte, konnte die Übergangsregierung 2005 ihren Sitz nach Baidoa verlegen. Übergangspräsident war 2000–2004 Abdikassim Salat Hassan, gefolgt von Abdullahi Yusuf Ahmed, dem vormaligen Präsidenten von Puntland. Letzteres schloss sich der Übergangsregierung an und strebt weiter nach einer Autonomie innerhalb Somalias.
Am 26. Dezember 2004 wurde auch die somalische Küste von dem Tsunami im Indischen Ozean getroffen, was zu an die 300 Todesopfern und zu Schäden insbesondere in Hafun führte. Etwa 50.000 Somalier waren in der Folge auf Hilfe angewiesen.

### Union islamischer Gerichte (2006)
Seit den Terroranschlägen am 11. September 2001 wird das Geschehen in Somalia vermehrt aus dem Blickwinkel des „Krieges gegen den Terror“ betrachtet. Das instabile Land gilt als möglicher Zufluchtsort für islamistische Terroristen. Vor diesem Hintergrund beobachteten die USA den Machtgewinn der Union islamischer Gerichte, einer Vereinigung von Scharia-Gerichten, die lokal das Schari'a-Recht durchsetzen, mit Besorgnis und unterstützten zeitweise die „Allianz für die Wiederherstellung des Friedens und gegen den Terrorismus“, einen losen Zusammenschluss von Kriegsherren gegen die Union.
Dennoch konnte die Union 2006 Mogadischu und große Teile des Landes einnehmen. In den von ihr beherrschten Landesteilen herrschte zwischenzeitlich Frieden, doch an den Grenzen zwischen den Machtbereichen von Übergangsregierung und Union islamischer Gerichte kam es weiterhin zu Kämpfen.

### Eingreifen Äthiopiens (24. Dezember 2006 bis Januar 2009)
Teile der Union islamischer Gerichte riefen zum Dschihad zur Eroberung Ogadens auf. Diese Drohungen und die Befürchtung, Äthiopiens eigene muslimische Bevölkerung könnte islamistisch vereinnahmt werden, führten dazu, dass Äthiopien am 24. Dezember 2006 der Union den Krieg erklärte und in Somalia einmarschierte. Die USA, für die Äthiopien ein wichtiger regionaler Verbündeter im „Krieg gegen den Terror“ ist, billigten diese Intervention. Die Union wurde rasch und weitgehend von der Macht verdrängt, und die Übergangsregierung konnte erstmals in Mogadischu einziehen.
Dort war sie allerdings bald mit Angriffen von Islamisten und weiteren Gegnern konfrontiert. Diese Kämpfe weiteten sich zum offenen Krieg aus und führten zur Flucht von Hunderttausenden aus der Stadt. Vor allem gemäßigtere Teile der Union islamischer Gerichte bildeten im Exil in Eritrea die Allianz für die Wiederbefreiung Somalias, während aus den radikaleren Teilen die militante Untergrundorganisation al-Schabaab hervorging. Diese Gruppierungen brachten im Laufe des Jahres 2008 weite Teile Süd- und Zentralsomalias unter ihre Kontrolle. Die Übergangsregierung kontrollierte nur mehr einige Teile von Mogadischu und die Stadt Baidoa. Ende 2008 trat Präsident Abdullahi Yusuf Ahmed zurück, nachdem er für seine geringen Erfolge kritisiert worden war und sich mit Ministerpräsident Nur Hassan Hussein überworfen hatte.
Teile der Allianz für die Wiederbefreiung Somalias führten Verhandlungen mit der Übergangsregierung über eine Machtteilung und den Abzug der äthiopischen Truppen. Durch diese Verhandlungen wurde der Abzug der äthiopischen Truppen im Januar 2009 erreicht. Der Allianz-Vertreter Sharif Sheikh Ahmed wurde zum neuen Präsidenten gewählt. Al-Shabaab bekämpfte die Übergangsregierung jedoch weiterhin. In den von ihr kontrollierten Gebieten setzt sie eine strenge Auslegung der Schari'a durch.

## Föderalisierung (August 2012)
Am 1. August 2012 nahm das Parlament Somalias eine neue Verfassung an. Mit ihr wurde die Übergangsregierung Somalias abgelöst und erstmals wieder eine zumindest formell-normalisierte Staatsordnung hergestellt. Somalia wurde in eine Bundesrepublik umgewandelt, wobei zunächst noch keine Teilstaaten gebildet wurden. Laut Verfassung sollten die Abgeordneten bestimmen, über wie viele Teilstaaten Somalia verfügen werde. Allerdings könnten sich zwei oder mehr Regionen von sich aus zu Bundesstaaten zusammenschließen.
Als erster Bundesstaat wurde im August 2013 Jubaland im Rahmen eines Versöhnungsabkommens von der Bundesregierung anerkannt. Es besteht aus den Regionen Gedo, Jubbada Hoose und Jubbada Dhexe. Ein Jahr später wurde ein zweiter Bundesstaat in Zentralsomalia geschaffen, der die Regionen Mudug und Galguduud umfassen soll. Die vor Ort existierenden De-facto-Regimes der Ahlu Sunna Waljama'a-Miliz, Galmudug und Himan & Heeb sollen gemeinsam neue Strukturen etablieren.

## Hungerkatastrophe ab 2015
Nach einer Hungersnot im Jahr 2011 folgte eine weitere schwere Hungersnot im Zuge der Dürrekatastrophe im südlichen Afrika und in Ostafrika ab 2015. Im Mai 2017 kam es zu einer Konferenz von Geberländern in London, um die Versorgung der Bevölkerung sicherzustellen.